# Котов Костянтин Олександрович
Костянтин Олександрович Котов (нар. 22 лютого 1985 року, місто Москва, РРФСР, СРСР) — російський громадський опозиційний активіст, друга людина, засуджена за так званою «дадінською» статтею 212.1, включеній до Кримінального кодексу РФ в липні 2014 року, — «Неодноразове порушення встановленого порядку організації або проведення зборів, мітингу, демонстрації, ходи або пікетування». Боровся за звільнення українських військовополонених моряків, за звільнення Олега Сенцова, виступав проти російської анексії Криму

## Життєпис
Народився 22 лютого 1985 року в Москві. Здобув вищу освіту. Працював програмістом в компанії DSSL, що займається розробкою систем відеоспостереження.
З 2016 року активно займався громадською діяльністю: був одним з постійних організаторів безстрокового пікету на підтримку Олега Сенцова, неодноразово виступав за звільнення українських моряків та інших політв'язнів, допомагав фігурантам справи «Нової величі» і аспіранту МГУ Азату Міфтахову.
10 серпня 2019 року Костянтин Котов був затриманий під час неузгодженої акції, а 5 вересня 2019 року засуджений на 4 роки ув'язнення в колонії загального режиму за статтею 212.1 КК РФ.
17 жовтня 2019 року Котов і обвинувачена у справі «Нової величі» Анна Павлікова уклали шлюб у будівлі СІЗО «Матросская Тишина», в якому містився Костянтин.

### Кримінальне переслідування
10 серпня 2019 роки після узгодженого мітингу на проспекті Сахарова у Москві Котов разом з частиною протестувальників продовжив ходу в бік Старої площі. Його затримали і залишили на дві ночі в ОВД «Соколина гора». Через два дні його відпустили під зобов'язання про явку для зустрічі з представником Слідчого комітету, а вже через кілька годин силовики викрутили йому руки, повалили на землю й відвезли на допит. О четвертій годині ранку в будинку Котова провели обшук. Цього дня порушено кримінальну справу. 14 серпня Пресненський районний суд обрав запобіжний захід у вигляді взяття під варту на 2 місяці. Поручителі Котова, в числі яких був і відомий російський політичний діяч Григорій Явлінський, просили м'якший запобіжний захід для обвинуваченого.
3 вересня 2019 року відбулося перше засідання по суті у Тверському районному суді міста Москви, а вже через два дні, 5 вересня 2019, Тверський районний суд засудив Котова до 4 років позбавлення волі в колонії загального режиму за статтею 212.1 КК РФ, при цьому єдиною людиною засудженою за цією статтею до Котова, був Ільдар Дадін, звільнений достроково за рішенням Верховного суду.
16 грудня 2020 року Костянтин Котов вийшов на свободу в зв'язку з закінченням терміну ув'язнення.

## Премії і нагороди
У грудні 2019 року Костянтин Котов був обраний читачами російської газети «Ведомости» Персоною року в номінації «Приватна особа».
У червні 2020 року Костянтин Котов став лауреатом премії Бориса Нємцова за 2020 рік. «Це громадський активіст, політв'язень і просто мужня людина», — йдеться у заяві Фонду Бориса Нємцова.

## Реакція

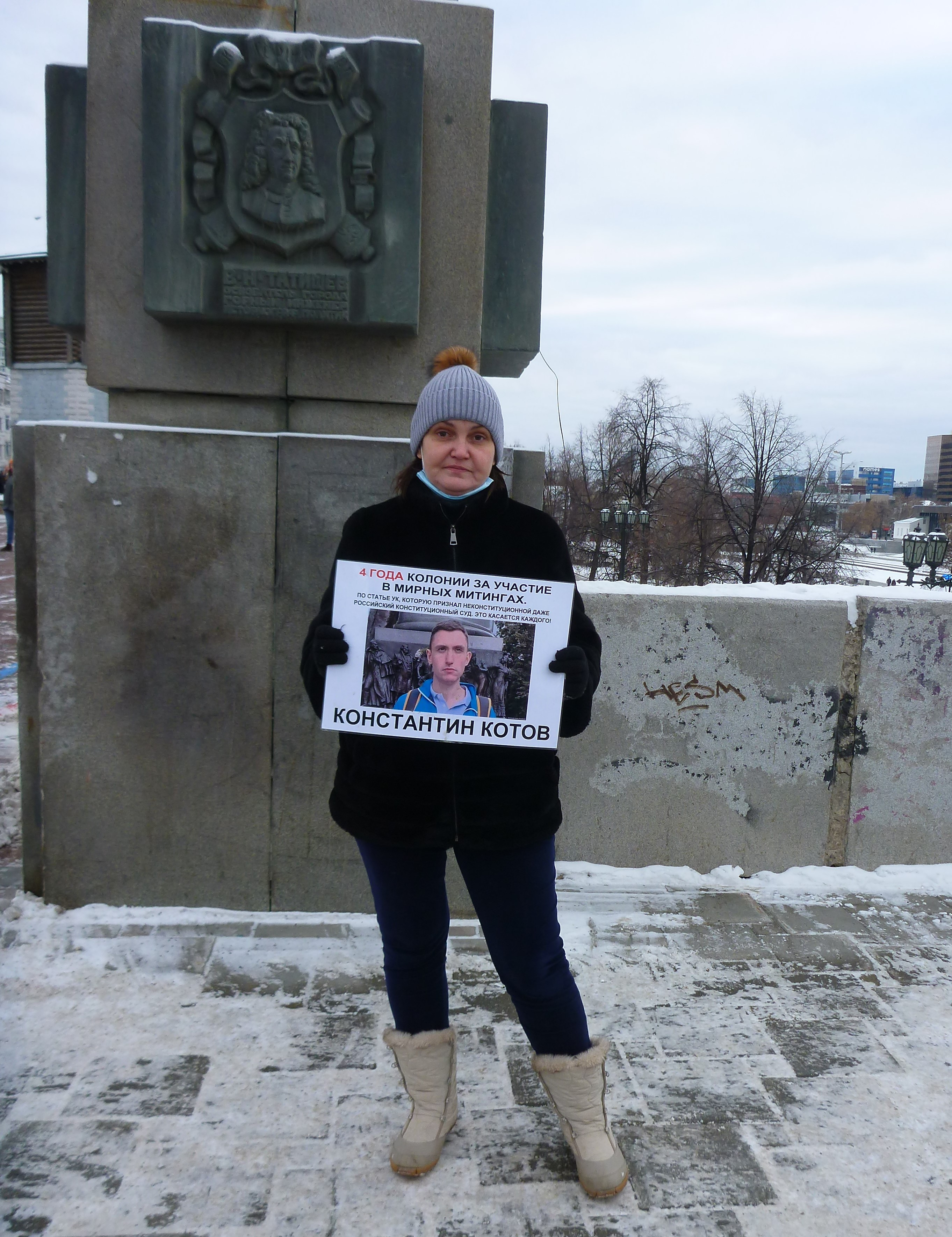
Пікетувальниця за Костянтина Котова, Єкатеринбург, 6 грудня 2020 року

Арешт і вирок Котову викликали суспільний резонанс. На сайті Change.org була створена петиція з вимогою скасувати статтю 212.1 КК РФ і звільнити Костянтина Котова, яка набрала більш як сто тридцять тисяч підписів.
12 листопада Валерій Фадєєв, голова Ради з прав людини при президенті РФ, заявив, що він вважає важливим скликати комісію РПЛ з громадянських свобод і громадянської активності та оцінити відповідність покарань у «Московській справі», частина якої — справа Котова.
Марія Ейсмонт, адвокат МКА «Правовий експерт» у справі Котова, назвала справу Котова «маячнею» і прикладом репресій в Росії.
З жовтня 2019 року кожної п'ятниці поруч з більш як 17-ма станціями московського метрополітену за межами кільцевої лінії, проходять одиночні пікети (#метропікет) на підтримку політв'язнів, засуджених в рамках «московської справи», серед яких в першу чергу, К. Котов.
24 січня 2020 року Путін доручив новому Генпрокуророві Краснову розглянути законність і обґрунтованість обвинувального вироку Котову.
27 січня 2020 року Конституційний суд визначив переглянути справу Котова.
3 лютого 2020 року Генпрокуратура РФ звернулася з проханням до касаційного суду скоротити термін Котову з 4 до 1 року колонії.
2 березня 2020 року Другий касаційний суд скасував вирок, направив його на новий розгляд в Московський міський суд, залишивши Котова під вартою до 2 травня.